# Ruine Grötzingen
Die Ruine Grötzingen ist eine abgegangene Niederungsburg in Ortslage von Grötzingen, einem Stadtteil von Aichtal im Landkreis Esslingen in Baden-Württemberg.

## Geschichte
Eine erste Nennung des Geschlechts der Edelfreien von Grötzingen ist in den Quellen für das 12. Jahrhundert festzustellen. Diepold von Bernhausen erlangte nach 1270 den Besitz. Archäologische Belege einer Burg für die Zeit um 1272 ergaben sich bei der dendrochronologischen Datierung eines 1995 aufgefundenen Holzbalkens. Der Balken belegt, dass die Burg eine Brücke besaß, die zur Stadt führte. Der erste Bau wurde um 1300 aufgegeben und nach Aufschüttung des Burghügels als steinerner Wohnturm mit Fachwerkaufsatz neu erbaut. 1335 verkaufte Diepold von Bernhausen die Hälfte der Burg an Graf Rudolf von Hohenberg. Bereits 1337 wurde die Burg von den Grafen von Hohenberg an Graf Ulrich III. von Württemberg weiterveräußert. Nach dem 14. Jahrhundert finden sich in den Quellen keine Belege mehr für eine Burg. Die Burgstelle wurde 1952 endgültig zerstört, wobei die Reste des Wohnturmes dokumentiert wurden. Der Burghügel zeigte einen Durchmesser von 40 Metern und der Wohnturm hatte eine Grundfläche von 8 mal 8 Metern sowie eine Mauerstärke von 1,5 Metern.